# ブラック・マーケット
『ブラック・マーケット』（Black Market、直訳は「闇取引、闇市」）は、アメリカのエレクトリック・ジャズ・バンド、ウェザー・リポートの６枚目のオリジナル・アルバム。1976年に発表された。このアルバムは、ジョー・ザヴィヌルとウェイン・ショーターのセルフプロデュースによるものである。
1975年12月に録音され、1976年4月にコロムビア・レコードから発売された。1991年には、デジタルリマスターのCDがコロムビアから再発されている。
この『ブラック・マーケット』は、それまでのバンドの成果がまとまって結実した内容となっている。また、ベーシストであるジャコ・パストリアスが初めて参加したアルバムでもある。このアルバムでは2曲に参加している（バンド加入時期が録音終盤であったため、この2曲を除き前任者のアルフォンソ・ジョンソンが当初は録音に参加している）。
アフリカ音楽からの影響を強く受けており、「ワールド・フュージョン」とでもいうべき演奏内容である。2曲目の「キャノン・ボール」は、ザヴィヌルがかつて所属していたバンドのリーダーで、このアルバムが録音された当時、その約4か月前に亡くなった、ジュリアン・キャノンボール・アダレイに捧げられたものである。

## 収録曲
| #  | タイトル                                    | 作詞 | 作曲         | 時間 |
| -- | ------------------------------------------- | ---- | ------------ | ---- |
| 1. | 「ブラック・マーケット - "Black Market"」   |      | ザヴィヌル   | 6:28 |
| 2. | 「キャノン・ボール - "Cannon Ball"」        |      | ザヴィヌル   | 4:36 |
| 3. | 「ジブラルタル - "Gibraltar"」              |      | ザヴィヌル   | 8:16 |
| 4. | 「エレガント・ピープル - "Elegant People"」 |      | ショーター   | 5:03 |
| 5. | 「スリー・クラウンズ - "Three Clowns"」     |      | ショーター   | 3:31 |
| 6. | 「バーバリー・コースト - "Barbary Coast"」  |      | パストリアス | 3:19 |
| 7. | 「ヘランドヌ - "Herandnu"」                 |      | ジョンソン   | 6:36 |

## パーソネル
- ジョー・ザヴィヌル (Joe Zawinul) - ヤマハ・グランド・ピアノ、ローズ・ピアノ、アープ2600・シンセサイザー、オーバーハイム・ポリフォニック・シンセサイザー
- ウェイン・ショーター (Wayne Shorter) - ソプラノサックス、テナーサックス、コンピュトーン・リリコン
- アルフォンソ・ジョンソン (Alphonso Johnson) - エレクトリックベース
- ジャコ・パストリアス (Jaco Pastorius) - フレットレス・ベース (2、6曲目)
- ナラダ・マイケル・ウォルデン (Narada Michael Walden) - ドラム (1、2曲目)
- チェスター・トンプソン (Chester Thompson) - ドラム (1、3-7曲目)
- アレックス・アクーニャ (Alex Acuña) - コンガ、パーカッション (2-5、7曲目)
- ドン・アライアス (Don Alias) - パーカッション (1、6曲目)